# Ivanjševci ob Ščavnici
Ivanjševci ob Ščavnici je naselje u slovenskoj Općini Gornjoj Radgoni. Ivanjševci ob Ščavnici se nalazi u pokrajini Štajerskoj i statističkoj regiji Pomurju. 

## Stanovništvo
Prema popisu stanovništva iz 2002. godine naselje je imalo 76 stanovnika.